# Cómicos
Cómicos és una pel·lícula documental espanyola del 2009 dirigida per Ana María Pérez de la Puente (llicenciada en audiovisuals) i Marta Arribas Velasco (llicenciada en periodisme) on mostra un ofici en vies d'extinció, el de còmic ambulant que ha divulgat arreu del país textos de Jacinto Benavente, Miguel Mihura, Carlos Arniches, Alejandro Casona i Enrique Jardiel Poncela. Es va estrenar dins de la secció Tiempo de Historia de la 54a Setmana Internacional de Cinema de Valladolid (Seminci).

## Sinopsi
És un viatge al món de l'espectacle en estat pur, una road movie documental. La Compañía Benavente és un grup itinerant especialitzat en el teatre de repertori (La celestina, Don Juan Tenorio), format per dos octogenaris de família d'artistes, Luis i Aurora,i alguns secundaris com Manuel o Amparo, una de les més veteranes d'Espanya i l'única que aleshores encara seguia fent gires per carretera arreu del país. El documental mostra un dels seus viatges i com viuen la seva professió amb dignitat, conscients que moltes vegades l'èxit és molt prop del fracàs. També serveix per reflexionar sobre el pas el temps.

## Nominacions
Fou nominada al Goya al millor documental de 2010.